# Pseudosymmachia nitididorsis
Pseudosymmachia nitididorsis är en skalbaggsart som beskrevs av Kobayashi 1995. Pseudosymmachia nitididorsis ingår i släktet Pseudosymmachia och familjen Melolonthidae. Inga underarter finns listade i Catalogue of Life.